# Platambus wittmeri
Platambus wittmeri – gatunek wodnego chrząszcza z rodziny pływakowatych i podrodziny Agabinae.
Gatunek ten opisany został w 1975 roku przez Günthera Wewalkę, który jako miejsce typowe wskazał Paro w Bhutanie. Zaliczany jest do grupy gatunków P. maculatus.
Chrząszcz o podłużno-owalnym ciele długości od 6,9 do 7,7 mm. Szerokość nasady przedplecza nie jest wyraźnie mniejsza od szerokości nasady pokryw. Pokrywy gładkie, ciemnobrązowe ze spiżowym połyskiem i ceglastej barwy pasami i kropkami po bokach. Urzeźbienie pokryw w postaci wyraźnie wgłębionej siateczki i silnie wgłębionych punktów na przecięciach linii tejże.
Chrząszcz znany z Bhutanu, Nepalu i Bengalu Zachodniego w Indiach.